# Une double vie
Pour les articles homonymes, voir Double vie.

Une double vie est un téléfilm canado-américain réalisé par Robert Markowitz et diffusé en 2002.

## Synopsis
Un agent de la compagnie aérienne dans laquelle son mari travaille comme pilote, se présente au domicile de Kathryn Lyons et lui annonce le décès de ce dernier dans une catastrophe aérienne. Kathryn est anéantie, mais également très surprise: en effet, son mari n’aurait pas du être aux commandes de cet avion-là. Elle se lance alors à la découverte de la vérité et va jusqu’à Londres pour mener une enquête approfondie.

## Fiche technique
- Titre original : The Pilot's Wife
- Scénario : Anita Shreve, Christine Berardo
- Durée : 89 min
- Pays :  Canada,  États-Unis

## Distribution
- Christine Lahti : Kathryn Lyons
- Campbell Scott : Robert Hart
- Alison Pill : Mattie Lyons
- Kirsty Mitchell : Muire Boland
- John Heard : Jack Lyons
- Nigel Bennett : Dick Somers
- Sophie Hough-Martin : Dierdre
- Rick Burchill : Tierney
- David Cristoffel : Sullivan
- Chris Shore : Martin
- Richard Donat (en) : Père Paul
- Bruce McAllister : Présentateur du journal
- Joseph Rutten : Vieux pêcheur
- Mike Clattenburg : Journaliste télé
- Gary Levert : Pilote
- Daniel Lillford : Dermot Baldwin
- Jeremy Akerman : Homme infiltré (Inspecteur York)
- Mauralea Austin : Jill Turner
- Kevin Curran : Danny Moore (jeune pêcheur)
- Sandy Lund : Rita
- Jim Swansburg : Agent du FBI
- Rhonda MacLean : Présentatrice irlandaise